# Maçanet de la Selva
Maçanet de la Selva – gmina w Hiszpanii, w prowincji Girona, w Katalonii, o powierzchni 45,63 km². W 2011 roku gmina liczyła 7175 mieszkańców.